# Lemahireng (Pedan)
Lemahireng is een bestuurslaag in het regentschap Klaten van de provincie Midden-Java, Indonesië. Lemahireng telt 1419 inwoners (volkstelling 2010).